# 2197
Năm 2197. Trong lịch Gregory, nó sẽ là năm thứ 2197 của Công nguyên hay của Anno Domini; năm thứ 197 của thiên niên kỷ thứ 3 và năm thứ 97 của thế kỷ 22; và năm thứ tám của thập niên 2190.